# Eugène Monod
Eugène-Édouard Monod, né le 16 juin 1871 à Mont-de-Vaux et mort le 9 novembre 1929 à Échichens, est un architecte suisse qui a travaillé principalement à Lausanne.

## Biographie
Originaire de Morges et de Vullierens, Eugène Monod a d'abord fréquenté la faculté de lettres à Lausanne et à Genève, pour ensuite s'installer à Paris et poursuivre ses études à l'Ecole Nationale des Beaux-Arts. En 1895 il rencontre Alphonse Laverrière, avec qui il sera associé de 1901 à 1915. Durant cette période, Monod réalise notamment des œuvres symboliques pour la ville de Lausanne telles que le Pont Chauderon, la gare ferroviaire et l'Hôtel de la Banque Fédérale,. On doit également à sa collaboration avec Laverrière le Monument International de la Reformation à Genève ainsi que les plans pour une Olympie moderne, projet qui visait à réaliser sur les rives du Léman l’institution circulante des Jeux Olympiques. Ce projet était issu d'un concours ouvert en 1910 par le Comité International Olympique (CIO) et n'a jamais été réalisé à cause de la crise de l’après-guerre. À partir de 1911, Monod est membre de la Société vaudoise des ingénieurs et architectes et de la Société suisse des ingénieurs et architectes. Il est ensuite nommé commissaire général des congrès internationaux olympiques de Lausanne en 1913 et en 1921.
Avec Laverrière, Monod a remporté la médaille d'or dans la catégorie « architecture » lors des compétitions artistiques des jeux olympiques olympiques de 1912 à Stockholm, pour le plan de construction d'un stade moderne,.
Eugène Monod n'exerça plus sa profession après la première guerre mondiale.